# Ringvol
Ringvol is een plaats in de Noorse gemeente Trondheim, provincie Trøndelag. Ringvol telt 440 inwoners (2007) en heeft een oppervlakte van 0,25 km².